# Alignement du Groah Denn
L'alignement du Groah Denn est un alignement mégalithique situé sur l'île d'Hœdic dans le département français du Morbihan.

## Historique
Selon l'abbé Lavenot, plusieurs menhirs ont été arrachés au XIXe siècle. L'alignement a fait l'objet d'une fouille méthodique entre 2007 et 2012 sous la direction de Jean-Marc Large.

## Description
L'alignement est situé sur la côte nord de l'île d'Hœdic à une centaine de mètres à l'ouest de l'alignement du Douet dont il est peut-être complémentaire. La file de pierres est orientée nord-sud. Les fouilles archéologiques ont montré que le site a connu quatorze séquences d'aménagement successifs entre le milieu du Ve millénaire av. J.-C. et le IIe millénaire av. J.-C.. L'ensemble n'est pas très élaboré et n'a pas nécessité beaucoup de moyens humains. L'occupation du site est attestée dès le Mésolithique par la présence de foyers. 
Au Néolithique, une douzaine de petites stèles, vaguement anthropomorphes, ont été dressées puis abattues et dans une seconde étape, ces structures ont été démantelées par l'érection d'au moins dix-sept monolithes en granite sur une seule file entre deux rochers bien visibles depuis la mer. Les plus grands blocs sont dressés au sud de l'alignement. Certaines stèles ont été réutilisées pour caler les menhirs. Des objets lithiques (lames de haches, meules, galets), des céramiques et des coquillages ont été déposés à la base de certains menhirs, puis ces dépôts ont fait l'objet d'une condamnation. La file de pierres dressées est alors enchâssée dans une structure empierrée linéaire, constituée de galets et de dalles disposées de manière oblique. Vers le centre, une stèle est dressée puis brisée sur place. Du IVe millénaire av. J.-C. au IIe millénaire av. J.-C., le site est réoccupé par une activité de débit de galets en silex. Des blocs sont rajoutés à l'ensemble mais disposés à plat et non dressés.
À la fin du Néolithique et à l'âge du Bronze, le site est encore fréquenté et une tombe circulaire, où sera inhumé un jeune adulte, est creusée dans le sédiment. La rareté du mobilier archéologique d'accompagnement ne permet pas de dater précisément cette inhumation mais elle pourrait correspondre au Bronze ancien.